# Crisis carcelaria en Venezuela
La crisis carcelaria en Venezuela hace referencia a las actuales condiciones precarias en las que vive gran parte de la comunidad rea de Venezuela.
De acuerdo con las investigaciones realizadas por diputados de la Asamblea Nacional, defensores de derechos humanos y periodistas, los centros penitenciarios están fuera del control de Estado y los mismos son gobernados por presos que fungen como líderes, conocidos coloquialmente en Venezuela por el nombre de pran, de la prisión. Estos líderes continúan delinquiendo desde de la prisión, dedicándose al secuestro, el tráfico de drogas y armas, entre otros delitos.
Además, según el Observatorio Venezolano de Prisiones, Venezuela cuenta con una sobre-población rea superior al 190 %, con alto riesgo de brotes de enfermedades y de colapsos en las estructuras de los penales, lo que significa, en muchos casos, que presos sin distinción de los delitos que cometieron se encuentran recluidos en la misma zona o área de la prisión, algunos todavía esperando condena.

En el Informe Mundial 2014 de Human Rights Watch, la organización afirmó que "las cárceles venezolanas se encuentran entre las más violentas de América Latina". En el informe se expone:
"la escasa seguridad, el deterioro de la infraestructura, hacinamiento, insuficientes guardias y mal entrenados, además, la corrupción carcelaria usa bandas armadas para controlar eficazmente las cárceles".
También se mencionó que cientos de muertes violentas ocurren en las cárceles venezolanas cada año. En 2014, la Organización para las Naciones Unidas (ONU) denomina el estado en el que se encuentra el sistema penitenciario venezolano como "una tragedia" debido a las pésimas condiciones de higiene, altísimo hacinamiento, la violencia extrema que se presenta dentro de ellas, estando el sistema carcelario venezolano entre los peores del continente.
Los medios de prensa han realizado diversos reportajes sobre fiestas temáticas organizadas dentro de la Cárcel de Yare, como otras cárceles venezolanas, por los jefes de bandas o pranes. En dichas fiestas según denuncias diversas habrían sido invitadas prostitutas.

## Antecedentes
Si bien el colapso del sistema carcelario comenzó a finales de la década de los años 1990, la misma se ha acentuado durante la revolución bolivariana liderada por Hugo Chávez y desde 2013, por Nicolás Maduro.  En 2004 el gobierno de Chávez decretó una "emergencia penitenciaria". Dos años más tarde lanzó un Plan de Humanización Penitenciaria. A partir del año 2009 se inicia el lanzamiento del Operativo Bicentenario de Seguridad seguido del operativo Madrugonazo al Hampa en el año 2011. Esto se tradujo en un incremento de la población penitenciaria pasando de 32.624 en 2009 a 48.602 en 2011. En 2010, 476 presos murieron y 967 resultaron heridos en hechos violentos, de acuerdo a la Comisión Interamericana de Derechos Humanos y de 1999 a 2011 fallecieron 4.506.

## Respuesta estatal
El 26 de julio de 2011 se crea el Ministerio del Poder Popular para el Servicio Penitenciario para hacer frente a la crisis a cargo de Iris Varela desde su conformación. En el año 2013 se lanza un nuevo operativo denominado Patria Segura. El 13 de julio de 2015 se lanza un nuevo operativo denominado Operación Liberación del Pueblo (OLP).

## Falta de autoridad estatal
En las cárceles de Venezuela, existen informes de que hay presidiarios que tienen fácil acceso a armas de fuego, drogas y alcohol. De acuerdo con Alessio Bruni del Comité de las Naciones Unidas contra la Tortura "un problema típico del sistema penitenciario en Venezuela es la violencia armada, practicada libremente dentro de las prisiones, causando cientos y cientos de personas muertas cada año ", según el comité de la ONU, se alertó por los informes que muestran que entre 2004 y 2014, 4.791 reclusos murieron y 9.931 resultaron heridos. Carlos Nieto, director de la organización no gubernamental una Ventana a la Libertad, alega que los jefes de las pandillas adquieren armas militares del propio estado:
"ellos tienen los tipos de armas que sólo se pueden obtener de las fuerzas armadas del país....nadie más tiene ese tipo de armas".
El uso de Internet y los teléfonos móviles son comunes, por lo que los delincuentes pueden participar desde la cárcel, en delitos perpetrados al exterior de las prisiones. Un preso explicó: "Si hay un lío entre guardias y nosotros, les disparamos", también comentó que había "visto a un hombre a quién le habían decapitado para jugar fútbol con su cabeza."
En un documental de Journeyman Pictures titulado Venezuela - Prison Party, un reportero visita la cárcel de San Antonio en la isla de Margarita. La prisión se describe como un "paraíso", con piscinas, bares, un ring de boxeo y muchas otras comodidades para cualquier visitante de los presos, que pueden permanecer la noche en la cárcel por un máximo de hasta tres días a la semana. La prisión de San Antonio está controlada por El Conejo, un poderoso traficante de drogas encarcelado quien ha creado su propia patrulla dentro de la prisión. En una entrevista con la ministra de prisiones Iris Varela, la ministra explicó que todas las prisiones estaban bajo su control y que no había anarquía. Varela también era conocida por estar al tanto de la actividad de El Conejo, como mostró el crítico Carlos Nieto al reportero mediante una foto de Varela con El Conejo y su mamá. El profesor Neelie Pérez de la Universidad de Caracas, explicó cuan difícil es para el gobierno controlar las cárceles sin recurrir a la violencia, y que, por lo tanto, recurre al reconocimiento y legitimación de prisioneros de alto rango en las prisiones, para ejercer como jefes con la denominación de Pranes. Pérez también afirma que hay indicios de que el crimen se organiza desde dentro de estas prisiones.
Edgardo Lander, sociólogo y profesor de la Universidad Central de Venezuela, con un doctorado en sociología de la Universidad de Harvard, explicó que las cárceles venezolanas son "prácticamente una escuela para delincuentes", ya que los jóvenes reclusos salen "más formados y fortalecidos en la industria del crimen que cuando entraron". También explicó que las prisiones son controladas por pandillas y que "muy poco se ha hecho" para evitar este problema.

## El Coliseo
En las cárceles venezolanas, los internos participan en torneos de gladiadores para resolver disputas. En 2011, la Comisión Interamericana de Derechos Humanos de la Organización de los Estados Americanos, denunció la práctica de El Coliseo, comentando que "La Comisión reitera al Estado la necesidad de tomar medidas inmediatas y eficaces para prevenir que este tipo de incidentes vuelvan a ocurrir" después de que 2 reclusos murieran y 54 más resultaran heridos como resultado de estas prácticas. Sin embargo, un año después, un "coliseo" en la cárcel de Uribana dejó 2 muertos y 128 heridos. Los heridos tuvieron que ser asistidos por una iglesia de la zona.

## Condiciones de hacinamiento
Según Alessio Bruni del Comité de las Naciones Unidas contra la Tortura, en promedio, la ocupación de las cárceles venezolanas es del 231% de su capacidad. Bruni señaló como ejemplo la cárcel de Tocorón en Venezuela, la cual cuenta con 7.000 reclusos a pesar de que la capacidad para la que fue diseñada es de solo 750.
Diferentes grupos de derechos venezolanos informan que las 34 cárceles de Venezuela tienen 50.000 personas, sin embargo, se supone que deberían contener solamente cerca de un tercio de esa cantidad. En 2012, La Planta, una prisión construida en 1964 con una capacidad de 350 reclusos, contenía cerca de 2.500 reclusos, muchos poseedores de armas de grueso calibre.
Según la Oficina del Alto Comisionado para las Naciones Unidas (ACNUDH) "en las prisiones y cárceles de la policía en Venezuela, usadas usualmente como centros permanentes de detención, existe hacinamiento generalizado y condiciones terribles de detención. Las malas condiciones, exacerbadas por los retrasos judiciales y el uso excesivo de la detención preventiva, generan reiterados hechos de violencia y motines" Venezuela aún no ha ratificado el Protocolo Facultativo de la Convención contra la Tortura con lo cual sería posible un monitoreo independiente de los centros de detención por un mecanismo internacional de protección de derechos humanos.
| Años        | Población Reclusa | Capacidad Instalada | Hacinamiento (%) |
| ----------- | ----------------- | ------------------- | ---------------- |
| 2012        | 48, 262           | 16, 539             | 192              |
| 2013        | 52, 933           | 16, 539             | 220              |
| 2014        | 51, 256           | 19, 000             | 170              |
| 2015        | 49, 644           | 26, 000             | 190.93           |
| 2016        | 54, 738           | 35, 562             | 54               |
| 2017        | 57, 096           | 19, 000             | 300              |
| Fuente: OVP |                   |                     |                  |

## Población según género
La situación de las mujeres privadas de libertad según la organización Observatorio Venezolano de Prisiones no se ajusta a la legislación venezolana debido a que no se les garantiza alimentación adecuada a las internas, así como tienen suspendidas las visitas conyugales en gran parte de los recintos penitenciarios. En el caso del Centro Penitenciario de la Región Centro Occidental, conocido como Uribana, las presas son aisladas como forma de castigo. Así lo relató una de ellas: “Es oscuro, no nos pasan agua, si la pasan es sucia y no nos sacan a tomar sol, nos tienen encerradas, las necesidades las debemos hacer aquí mismo donde dormimos”
| Año         | Sexo | Población Reclusa | Porcentaje | Total   |
| ----------- | ---- | ----------------- | ---------- | ------- |
| 2014        | M    | 48, 314           | 94%        | 51, 256 |
| 2014        | F    | 2, 942            | 6%         | 51, 256 |
| 2015        | M    | 46, 883           | 94%        | 49, 644 |
| 2015        | F    | 2, 761            | 6%         | 49, 644 |
| 2016        | M    | 51, 609           | 95%        | 54, 304 |
| 2016        | F    | 2, 696            | 5%         | 54, 304 |
| 2017        | M    | 53, 670           | 94%        | 56, 714 |
| 2017        | F    | 3, 044            | 6%         | 56, 714 |
| Fuente: OVP |      |                   |            |         |

## Población adolescente
Según el Informe de Seguimiento en la República Bolivariana de Venezuela de los Indicadores Internacionales de Justicia Juvenil,  en Venezuela existen alrededor de 2.052 adolescentes privados de libertad (2016), distribuidos en 53 entidades de atención socioeducativas en todo el territorio nacional, de las cuales 32 pertenecen al Ministerio de Poder Popular para el Servicio Penitenciario y el resto está bajo la administración de las Gobernaciones en 8 estados en el país. El 26 de septiembre de 2018, la organización no gubernamental Una Ventana a la Libertad presentó el  informe especial  sobre la Situación de los derechos humanos de las y los adolescentes en conflicto con la ley penal en los recintos carcelarios de Venezuela Archivado el 4 de octubre de 2018 en Wayback Machine.. La investigación indica que persiste un alto índice de adolescentes privados de libertad, sobre todo, en los casos con medidas preventivas de privación de libertad.
En el Estado Miranda en el primer semestre de 2018, existe un total de noventa (90) adolescentes del sexo masculino y dieciséis (16) del sexo femenino, que permanecen privados de libertad en comisarías policiales, lo cual los expone a compartir espacios con adultos.
De los trescientos treinta y ocho (338) presos políticos contabilizados por la Organización No Gubernamental Foro Penal Venezolano, se han registrado un total de quince (15) adolescentes privados de libertad por razones eminentemente políticas, a los cuales se le atribuyen delitos que van desde instigación al odio hasta terrorismo.
La situación de los adolescentes privados de libertad por causas políticas, se caracteriza por no poder tener contacto con sus familiares o representantes legales, encontrarse compartiendo espacios con presos por delitos comunes y mayores de edad, ser sometidos de manera sostenida a maltrato físico y verbal, ejercicios forzados y golpes en la cabeza. En la gran mayoría de los casos, el Tribunal ha ordenado la libertad bajo fianza de los adolescentes pero las medidas no han sido acatadas por las fuerzas policiales que los retienen. Desde el año 2016 la Defensoría del Pueblo no hace público el Diagnóstico Defensorial Responsabilidad  Penal de Adolescentes.

## Eventos
A continuación se presentan en orden cronológico los principales hechos acontecidos por esta crisis:
| Evento                                            | Fecha                    | Localidad                       | Centro penitenciario                    | Heridos | Fallecidos |
| ------------------------------------------------- | ------------------------ | ------------------------------- | --------------------------------------- | ------- | ---------- |
| Motin de El Rodeo I y El Rodeo II                 | 12 de junio de 2011      | Guatire, Miranda                | Internado Judicial de la Región Capital | 70      | 25         |
| Motín carcelario de Yare                          | 20 de agosto de 2012     | San Francisco de Yare, Miranda  | Cárcel de Yare                          | 43      | 25         |
| Masacre de Uribana                                | 25 de enero de 2013      | Barquisimeto, Lara              | Cárcel de Uribana                       | 120     | 61         |
| Masacre de Sabaneta de 2013                       | 16 de septiembre de 2013 | Maracaibo, Zulia                | Cárcel de Sabaneta                      | 48      | 16         |
| Incendio en el Complejo Penitenciario de Carabobo | 30 de agosto de 2015     | Valencia, Carabobo              | Complejo Penitenciario de Carabobo      | —       | 17         |
| Toma de Rehenes en el Instituto Judicial Rodeo II | 16 de octubre de 2015    | Los Teques, Miranda             | Instituto Judicial Rodeo II             | 5       | —          |
| Hallazgos de restos humanos                       | 9 de marzo de 2017       | San Juan de los Morros, Guárico |                                         | —       | 15         |
| Motín de Puente Ayala                             | 25 de abril de 2017      | Barcelona, Anzoátegui           |                                         | 17      | 12         |
| Masacre de Puerto Ayacucho                        | 15 de agosto de 2017     | Puerto Ayacucho, Amazonas       |                                         | 18      | 37         |
| Tragedia de Carabobo                              | 28 de marzo de 2018      | Valencia, Carabobo              |                                         | 10      | 68         |
| Motín de Acarigua                                 | 24 de mayo de 2019       | Acarigua, Portuguesa            |                                         | 19      | 29         |
| Motín de Guanare                                  | 1 de mayo de 2020        | Guanare, Portuguesa             | Centro Penitenciario de Los Llanos      | 75      | 46         |
| Total                                             | Total                    | Total                           |                                         | 425     | 351        |

## Medidas provisionales dictadas por la Corte Interamericana de Derechos Humanos
La Corte Interamericana de Derechos Humanos solicitó al Estado venezolano que tomara medidas cautelares en los siguientes centros penitenciarios por la situación de extrema gravedad y urgencia de las personas privadas de libertad:
| Centro Penitenciario                                 | Fecha en la que se dictaron las medidas | Heridos | Fallecidos |
| ---------------------------------------------------- | --------------------------------------- | ------- | ---------- |
| Cárcel de Uribana                                    | 9 de febrero de 2006                    | 188     | 59         |
| Centro Penitenciario Región Capital "Yare I"         | 30 de marzo de 2006                     | 100     | 48         |
| Centro Penitenciario Región Capital "Yare II"        | 30 de marzo de 2006                     | 8       | 2          |
| Internado Judicial Capital Rodeo I                   | 2 de febrero de 2007                    | 13      | 6          |
| Cárcel de La Pica                                    | 8 de febrero de 2008                    | 48      | 28         |
| Centro Penitenciario de Aragua "Tocorón"             | 24 de noviembre de 2010                 | 73      | 27         |
| Internado Judicial de Ciudad Bolívar (Vista Hermosa) | 15 de mayo de 2011                      | 3       | 8          |
| Centro Penitenciario de la Región Andina (CEPRA)     | 6 de septiembre de 2012                 | 75      | 56         |
|                                                      | Total                                   | 508     | 234        |
| Fuente: OVP, CIDH, CIDH                              |                                         |         |            |

## Intervención de prisiones en 2023
Debido a la presión existente de países vecinos, el gobierno realizó un operativo en las diferentes prisiones del país.
- El 20 de septiembre inicia "Operación Gran Cacique Guaicaipuro", interviene la cárcel Tocorón. Fue desalojado Complejo Penitenciario de Aragua, Tocorón en la llamada Operación Liberación Cacique Guaicaipuro, con 11.000 funcionarios de la Fuerza Armada Nacional Bolivariana (FANB) y policías,[33][34] un mayor de la Guardia Nacional Bolivariana murió durante el operativo.[35][36] La ONG Observatorio Venezolano de Prisiones dice que intervención en cárcel controlada por el Tren de Aragua fue pactada con algunos reos.[37] Entre 400 y 500 reos escaparon con Héctor Rusthenford Guerrero Flores, alias Niño Guerrero, del Centro Penitenciario de Tocorón, estado Aragua.[38] Encontraron una red de túneles de unos 5 km de largo, una red llegaba a la desembocadura del Lago de Valencia donde se encontraron lanchas rudimentarias. Por si fuera poco, las cavidades contaban con ventilación, alumbrado, armazones de concreto[39][40] El 23 de septiembre el gobierno confirmó la fuga del del máximo líder de la banda criminal Tren de Aragua, el "niño Guerrero" Héctor Guerrero Flores, después de tres días del operativo en la cárcel de Tocorón. Según el OVP, la cárcel de Tocorón tenía capacidad para 750 reos, pero llegó a albergar a más de 5.000 detenidos. Las autoridades dijeron que había unos 1.600 presos en el momento de la intervención. Dentro del penal encontraron 14 armas largas y dos cortas, 120 cintas eslabonadas 7,62×51, 40 granadas antitanque, 80 kilos de composición C4, 80 dispositivos anfull, 400 mil municiones de diferentes calibres, 15 cohetes autopropulsados y otros materiales bélicos.[41]
- El 26 de octubre Remigio Ceballos, informó sobre una operación que se lleva a cabo en el Centro penal de Tocuyito (Internado Judicial de Carabobo), en el estado Carabobo, este es la segunda operación luego de la intervención de Tocorón el 20 de septiembre[42] Según la ONG Observatorio Venezolano de Prisiones (OVP), el operativo para tomar el Complejo Penitenciario de Carabobo, se trató de una negociación entre las autoridades del Estado y los reclusos líderes del penal, conocidos como “pranes”. El Ministerio de Interior y Justicia, localizó más de 150 armas largas que habían sido enterradas y perfectamente envueltas, lo que evidencia, según el OVP, que estaban preparados para lo que sucedería. En la actualidad esta desaparecido Néstor Richardi Sequera Campos, alias El Papa. Tocuyito tenía una sobrepoblación de 3.761 y disponía una capacidad solo para 1.000 internos.[43]
- El 31 de octubre intervienen el Internado Judicial José Antonio Anzoátegui (Puente Ayala) ubicada en Barcelona, Anzoátegui, encontraron 200 armas: 56 armas cortas, 12 armas largas, 130 armas blancas, granadas, explosivos, 77 cargadores y más de 33 mil 500 cartuchos de diferentes calibres,[44]
- Autoridades intervienen Internado Judicial de La Pica en Maturín, estado Monagas. Familiares relataron que hace una semana los pranes sacaron las armas y le dijeron a los presos que el penal sería intervenido. En La Pica había una estructura delictiva comandada por el «pran» conocido por el alias «Pedro El Rapidito», quien con sus hermanos ejecutaban extorsiones en Monagas y cometían otros delitos.[45][46]
- El 5 de noviembre intervienen  Centro penitenciario Vista Hermosa en el Estado Bolívar (sur, fronterizo con Brasil), incautaron 53 armas cortas, ocho armas largas, cinco subametralladoras; también encontraron 105 cargadores, granadas, lanzagranadas, artificios lacrimógenos y más 30 celulares, informó el ministro de justicia general Remigio Ceballos dentro de la operación Gran cacique Guacaipuro. En total han sido trasladados unos 8000 privados de libertad, de los cuales unos 1.600 estaban en Tocorón, otros 2.000 en Tocuyito, 1.511 en Puente Ayala y 1.496 en La Pica, según cifras oficiales. Informó que los 1.228 privados de libertad que se encontraban en la cárcel están en proceso de traslado a los distintos centros del país.[47]
- El 8 de noviembre intervienen el Internado Judicial de Trujillo, la ministra para el Servicio Penintenciario, Celsa Bautista Ontiveros, confirmó la intervención, la intervención al penal inició entre la noche del martes y la madrugada del día 8, el ministro de Interior y Justicia, Remigio Ceballos, llegó al sitio y destacó que fueron “liberados los ciudadanos» y el estado andino en general de la delincuencia que operaba desde el penal.[48]
- El 10 de noviembre intervienen el Internado Judicial de San Felipe en el estado Yaracuy, en la cárcel de San Felipe había unos 650 reclusos, que convivían en un espacio con 148 % de hacinamiento.[49]